# Nybergssjön, Lappland
Nybergssjön är en sjö i Dorotea kommun i Lappland och ingår i Ångermanälvens huvudavrinningsområde. Sjön har en area på 0,0531 kvadratkilometer och ligger 524,1 meter över havet.

## Delavrinningsområde
Nybergssjön ingår i det delavrinningsområde (714323-152091) som SMHI kallar för Ovan None. Medelhöjden är 463 meter över havet och ytan är 3,46 kvadratkilometer. Det finns inga avrinningsområden uppströms utan avrinningsområdet är högsta punkten. Vattendraget som avvattnar avrinningsområdet har biflödesordning 6, vilket innebär att vattnet flödar genom totalt 6 vattendrag innan det når havet efter 237 kilometer. Avrinningsområdet består mestadels av skog (87 procent). Avrinningsområdet har 0,05 kvadratkilometer vattenytor vilket ger det en sjöprocent på 1,6 procent.